# Burzum (альбом)
Burzum (в переводе с чёрного наречия — «Тьма») — дебютный студийный альбом норвежского одноимённого сольного проекта Варга Викернеса, изданный в марте 1992 года на лейбле Deathlike Silence Productions, принадлежавшем гитаристу группы Mayhem Евронимусу. Альбом позже был переиздан лейблом Misanthropy Records вместе с мини-альбомом Aske в 1995 году. Пластинка считается одной из вех второй волны норвежского блэк-метала.

## Предыстория
Варг Викернес познакомился с Эйстейном Ошетом (более известный под творческим псевдонимом Евронимус) в начале 1990-х годов в его бывшем музыкальном магазине «Helvete» (с норв. — «Ад») в Осло. Викернес, который на самом деле был родом из Бергена, часто посещал сцену встречи. Между ним, Ошетом и остальными участниками группы Mayhem установились дружеские отношения. Ян Аксель Бломберг (более известный как Хеллхаммер), барабанщик Mayhem, прокомментировал это: 

Он мне сразу понравился, когда я впервые увидел его в «Хельвете». Он не был придурком, как другие, но у него была своя голова. Евронимус тоже ему очень понравился, и вначале они уже почти обожали друг друга.
Впоследствии Викернес стал ключевой фигурой так называемого «Внутреннего круга» норвежской блэк-метал-сцены. В то время Евронимус основал свой лейбл Deathlike Silence Productions, а также подписал контракт с сольным проектом Викернеса Burzum, который к тому времени выпустил две демозаписи с инструментальными композициями. Название Burzum происходит от слова «Bûrz», что переводится как «тьма» на чёрном наречии — вымышленном языке, придуманном писателем Дж. Р. Р. Толкином для своего произведения «Властелин колец»; позже Викернес прокомментировал свой псевдоним, сказав следующее: «„Тьма“ христиан, конечно, была моим „светом“. Так что в целом для меня было естественно использовать имя Burzum».
Из-за низкого финансового положения Ошета записи постоянно откладывались. Мать Викернеса, Лен Боре, взяла на себя бо́льшую часть их финансирования. Запись альбома состоялась в январе 1992 года в студии Grieghallen Lydstudio, принадлежавшей Эйрику «Пюттену» Хундвину. Студия была выбрана потому, что она была расположена недалеко от места жительства Викернеса, и он знал Хундвина ещё со времён своей предыдущей группы Old Funeral. Хундвин продюсировал альбом совместно с самим Викернесом; Ошет выступил в качестве сопродюсера.
Ян Атле Осеред, бывший участник группы Old Funeral, одолжил для записи альбома свои барабаны. Все инструменты альбома были полностью записаны Викернесом. Только гитарное соло в песне «War», а также фоновые шумы, созданные с помощью гонга, играл Ошет. Для создания максимально грубого и «нешлифованного» звука использовалось некачественное оборудование, например, неисправный усилитель Marshall. Вокал записывали через наушники. По словам Викернеса, альбом был записан всего за 19 часов, как и мастеринг. Все композиции альбома были записаны с первого дубля.
В целях продвижения в феврале была выпущена промо-запись с песнями «Feeble Screams from Forests Unknown» и «Ea, Lord of the Depths», сам альбом был выпущен в марте 1992 года.

## Тексты песен

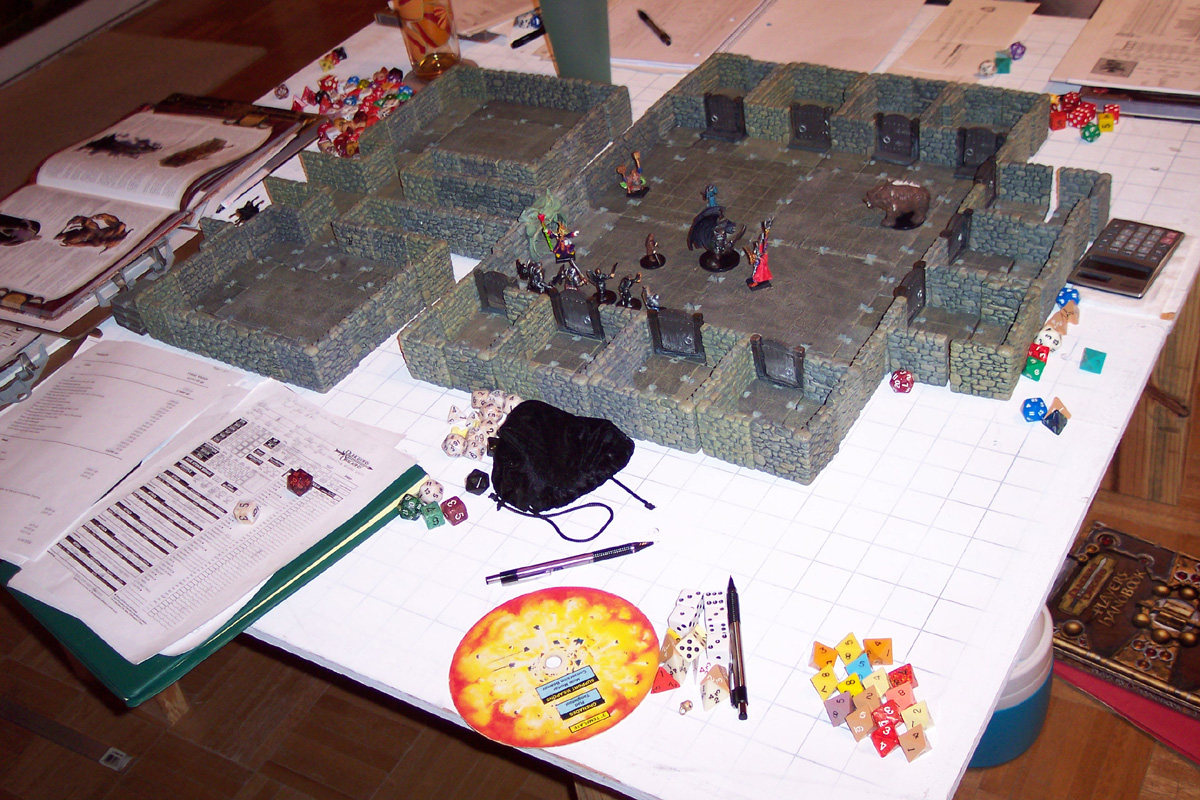
Настольная ролевая игра Dungeons & Dragons послужила главным источником вдохновения для написания текстов песен. На фото пример игровой сессии в D&D.

Тематика текстов в альбоме затрагивает в основном мрачных фэнтезийных историй; источником вдохновения были в основном настольная ролевая игра D&D и роман-эпопея «Властелин колец» Дж. Р. Р. Толкина. Позже Викернес, ныне выступающий как человек придерживающийся ультраправых взглядов и почитающий неоязычество, попытался переосмыслить тексты в стиле скандинавской мифологии. Вопреки своему прежнему имиджу он оспаривал сатанистские тенденции, в том числе в интервью английскому журналу специализирующемуся на экстрим-метал музыке Terrorizer и на различных фан-страницах в Интернете.
Хотя тексты были написаны в стихотворной форме, рифмы существовали только в песнях. Некоторые строки текста часто содержат просто отдельные слова в форме цепочки ассоциаций, которые в совокупности составляют основную часть истории. В качестве примера здесь — стихи из песни «Feeble Screams from Forests Unknown»: 

«Drifting / In the air / Above a cold lake / Is a soul / From an early /Better age / Grasping for / A mystic thought / In vain, but / who’s to know» — с англ. — «Парящая / В воздухе / Над холодным озером / Душа / Из более раннего / лучшего времени / Жаждущая / мистической мысли / Напрасно ... но кто знает»
Главные темы, которые повторяются и проходят через весь альбом, — это поиск былого, лучшего времени, а также магия и мрачность. Тексты лишены эмоций и предназначены только для описания содержания. Кроме того, они содержат человеконенавистнические, апокалиптические видения («The World’s Tragedy, Is Served at My Feast» с англ. — «Мировая трагедия подаётся в мой праздничный день» — песня «Black Spell of Destruction»; «Darkness hate and winter / Rules the earth when I return» с англ. — «Тьма, ненависть и зима / правят Землёй, когда я возвращаюсь» — песня «My Journey to the Stars»). Глубокое чувство безнадёжности пронизывает весь альбом («For the soul that’s tired of search / As years pass by» с англ. — «Безнадёжная душа / ждёт дальше» — песня «Feeble Screams from Forests Unknown»), которые постоянно прерываются воинственными заявлениями («And still we must never give up» с англ. — «И все же мы никогда не должны сдаваться» — песня «War»; «Hear my Sword» с англ. — «Услышь мой меч» — песня «Black Spell of Destruction»).
- «Feeble Screams from Forests Unknown»

По словам Викернеса песня «Feeble Screams from Forests Unknown» — это квинтэссенция его тогдашнего творчества. Все остальные песни — это просто «примечания». По содержанию песня описывает путешествие древней души, которая пытается открыть ворота и терпит неудачу. Песня заканчивается строкой «The hopeless soul keeps mating» (с англ. — «Самые безнадежные души размножаются дальше»). Евронимус при первой публикации альбома поменял слово «mating» на «waiting» (с англ. — «ждать»). В издании Misanthropy Productions это изменение также вошло.
- «Ea, Lord of the Depths»

Песня «Ea, Lord of the Depths» повествует о шумерском божестве Эа, которое считается «владыкой Земли»; его образ — окружённый источниками вод, с рыбьим хвостом. В более позднем интервью Викернес утверждал, что это был месопотамский Водолей, и «привёл» его к Одину, который, в свою очередь, был «северным Водолеем». Фенриз из группы Darkthrone добавил эту песню в свой сборник блэк-метал песен Fenriz Presents... The Best of Old-School Black Metal (2004 г.).
- «Black Spell of Destruction»

«Black Spell of Destruction» — песня-«проклятие разрушения», в котором прославляется уничтожение мира. Строчка «Ftraga Sheb Nigurepur» дословно переводится как «проклятие», по-видимому основан на мифах Ктулху писателя Г. Ф. Лавкрафта и на формулах заклинаний взятые из «Некрономикона».
- «War»

«War» — это фэнтезийный текст, описывающий последние мысли умирающего воина. Викернес позже попытался переосмыслить тему песни как «одинистскую концепцию смерти в бою». Учитывая предыдущие интервью, в которых он ссылался исключительно на Дж. Р. Р. Толкиена, эта попытка объяснения сомнительна.
- «A Lost Forgotten Sad Spirit»

«A Lost Forgotten Sad Spirit» — это эпическая песня, которая повествует о мёртвых мальчиках в склепе, которые ждут освобождения из могилы, чтобы вечно бродить вокруг как «потерянный, забытый, печальный дух».
- «My Journey to the Stars»

«My Journey to the Stars» основана на сне Викернеса, и описывает астральные путешествия. Из-за довольно экстремистского настроения, которое Викернес открыто демонстрирует, строки в ней «War between races / A goal is reached» (с англ. — «Межрасовая война / Цель достигнута») может быть истолкована как указание на то же самое. Однако в контексте альбома она была проигнорирована. Опять же, нарушения в тексте песни возникли из-за Евронимуса: первая строка «I immaterialize» (с англ. — «Я не материализуюсь») была ошибочно указана как «I materialize» (с англ. — «Я материализуюсь»), что переворачивает смысл начала песни. Кроме того, эта ошибка не была убрана при переиздании.

## Музыка
В отличие от более поздних альбомов Викернеса, на звучание дебютной пластинки сильно повлияла, т. н., первая волна блэк-метала 1980-х годов. В частности, группы Hellhammer и Bathory следует отметить как главными вдохновителями. Все песни выполнены в монотонном звучании и в основном обходятся без смены ритма и сложных гитарных соло. Производство альбома намеренно сохранено примитивным, что придает ему дополнительный более грубый звук. Её намеренно держали так, чтобы оторваться от «гладких» и технически совершенных постановок в дэт-метале того времени и создать свой собственный, отличительный звук.
Альбом начинается с короткого вступления на синтезаторе. Некоторые песни, такие как «Feeble Screams from Forests Unknown» и «Ea, Lord of the Depths», очень быстрые с добавлением двойной бас-бочки. В плане вокала здесь выступает скриминг типичный для блэк-метала. Музыка на «Black Spell of Destruction» очень тягучая и медленная. «Channeling the Power of Souls into a New God» — это (почти) чисто инструментальная композиция, которая построена полностью на синтезаторе и на окружающих (фоновых) звуках. Это первые эксперименты в рамках данного музыкального стиля, которые Викернес сделает на своих последующих двух альбомах — Dauði Baldrs (1997 г.) и Hliðskjálf (1999 г.). В конце песни звучит призыв «Worship me!» (рус. Поклоняйтесь мне!) шёпотом.
«War» — нехарактерная песня для проекта Burzum. Она довольно короткая (2 минуты 30 секунд) и скорее испытывает влияние хэви- и трэш-метала. Относительно простой рифф напоминает мелодии из панк-рока, что делает песню запоминающейся. Викернес называет группу Bathory как повлиявшую на сочинение песни. «The Crying Orc» — вторая инструментальная композиция альбома, на этот раз исполненная на гитаре; в плане звучания она тихая и мелодичная. «A Lost Forgotten Sad Spirit» — самая длинная песня в альбоме; её длительность составляет 9 минут и 10 секунд. Она был записана в медленном темпе, имеет небольшое изменение скорости и в основном основана на одном и том же рифе. «My Journey to the Stars» напротив состоит из нескольких темпов. Заключительная «Dungeons of Darkness» — это ещё одна инструментальная композиция, также звучит монотонно. Викернес написал эту песню вместе с Ошетом.

## Художественное оформление

Логотип Burzum датированный 1991 года

Обложка была создана Яннике Визе-Хансен. Дизайн обложки основан на сценарии настольной ролевой игры D&D под названием «Храм элементального зла» (с англ. — «The Temple of Elemental Evil») и изображает схематично узнаваемого человека в робе, стоящего в сером пейзаже. Варг Викернес позаботился о том, чтобы внутри была использована его фотография, на которой он был едва различим и еле виден. Чтобы скрыть свою личность, он дополнительно взял псевдоним «граф Гришнак» в честь орка Гришнака из книги «Властелин колец» Дж. Р. Р. Толкина. На винил-изданиях был распечатан буклет с текстами песен.

## Переиздание
В своей первоначальной версии дебютный альбом официально не переиздавался. Вместо этого после окончания деятельности лейбла Deathlike Silence Productions в 1995 году альбом Burzum/Aske появился на Misanthropy Records в Digipak-издании и версии на винил. Burzum/Aske был третьим релизом лейбла, созданный специально для альбомов проекта Burzum. Первые два релиза были переизданием второго альбома Burzum — Det som engang var, выпущенного в августе 1993 года, и его преемника Hvis lyset tar oss (1994 г.). В 1998 году вышел бокс-сет с ограниченным тиражом в 1000 экземпляров под названием 1992-1997, в которую вошли все релизы в период с 1992 по 1997 год в виде пластинок с картинками.
По сравнению с дебютным альбомом все ссылки на Евронимуса были удалены, а также старые версии A Lost Forgotten Sad Spirit и любые фотографии. Вместо этого он включает в себя песни с EP Aske и, помимо английских и норвежских текстов, дополнительно перевод на немецкий язык. Обложка дебюта была повторно связана в несколько облегчённой версии, обложка EP была напечатана на небольшой наклейке, а также на отпечатке компакт-диска.
В оригинальной версии было несколько ошибок в списке песен и (в винил-версии) в текстах песен, которые были исправлены в переиздании. Песня «Ea, Lord of the Deeps» на самом деле называется «Ea, Lord of the Depths». В «Black Spell of Destruction» слово «Black» в начале было опущено.

## Приём критиков и влияние
В то время как норвежская сцена, восходящая к Евронимусу вокруг «Внутреннего круга», подвергалась критике, в частности, основной прессой, такой как Rock Hard и Metal Hammer, группы приобрели культовый статус в некоторых фанзинах, в основном благодаря вниманию СМИ, которое было уделено норвежской блэк-метал сцене после поджогов церквей. Первое издание альбома (с контактным адресом Burzum и адресом Deathlike Silence Productions), было выпущено в качестве альбома. Во втором издании указаны адреса Deathlike Silence Productions и Voices of Wonder), виниловая версия и особенно EP Aske являются раритетами. До настоящей шумихи вокруг блэк-метала появились группы, стиль которых сравнивался с стилем Burzum или которые называли Burzum вдохновением, такие как Dawnfall и Martyrium из Германии, Fleurety и Forgotten Woods из Норвегии и Black Funeral из США. Вскоре после этого, когда общественность узнала о проекте одного человека, сначала были выделены примитивный стиль игры Викернеса, который содержал многочисленные ошибки в игре на инструментах, и плохое качество производства.
Некоторые представители блэк-метала, которые не заняли позицию на стороне Евронимуса после убийства, уже почти поклонялись музыкальному проекту Burzum; даже представители блэк-метал сцены, которые сегодня обычно считаются «предателями» этого стиля, такими как британская Cradle of Filth, носили футболки Burzum с обложкой EP Aske в начале 1990-х годов. Сегодня альбом считается классикой жанра, который довольно рано воплощал все характерные черты второй волны. «Сырое» производство Эйрика Хундвина также сыграло большую роль; он стал самым известным продюсером норвежского блэк-метала в 1990-х годах со своей студией Grieghallen. Подавленное настроение и создание уникальной атмосферы подчеркиваются сегодняшними критиками. При этом постоянно упоминаются инновации, такие как использование бытовых предметов в стиле эмбиент и нойз, а также примитивность в качестве принципа исполнительного стиля. Также подчеркивается (музыкальное) влияние проекта, в основном явно дистанцируясь от идеологии и личности Варга Викернеса.
Стиль альбома также должен был формировать различные блэк-метал-группы, которые создавали одинаково депрессивную атмосферу. Синтезаторные вставки в то время были редкими, но вскоре были скопированы и другими группами в стиле блэк-метал. Из-за примитивной структуры песен дебютный альбом и EP были перепеты другими группами. Несколько трибьют-альбомов, вышедших официально или полуофициально, всё ещё демонстрируют влияние этого альбома и поныне. В частности, так называемые группы национал-социалистического блэк-метала переняли стиль Burzum или исполнили кавер-версии с дебютной пластинки. На немецком языке также можно назвать Nargaroth, сольный проект Рене Вагнера, который стилистически ориентировался на проект Burzum, среди прочего, исполнил кавер на «Black Spell of Destruction» и выпустил песню под названием «The Day Burzum Killed Mayhem»; Однако сам Вагнер утверждает о себе, что не является поклонником Burzum.

## Дальнейшие события

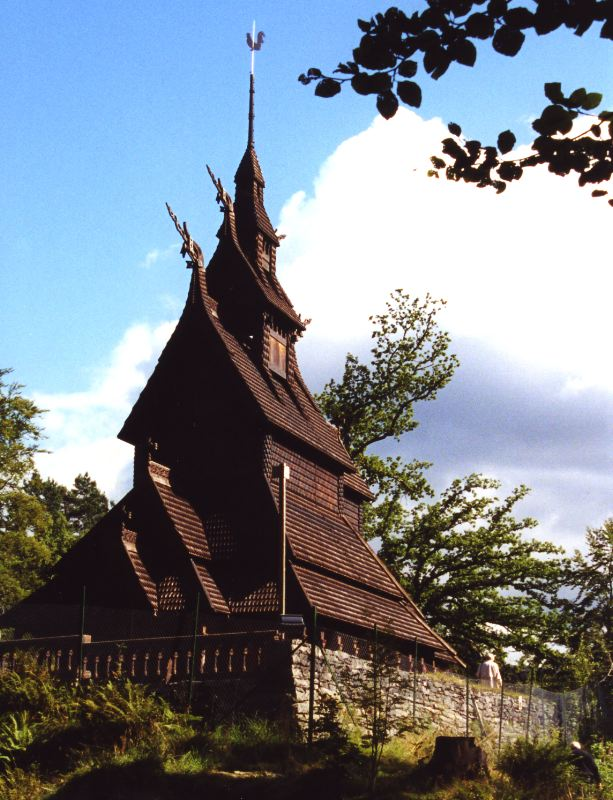
Деревянная церковь в Фантофте после реконструкции

Не позднее чем после выхода дебютного альбома «Внутренний круг» вокруг из двух друзей Евронимуса и Викернеса превратился в преступное объединение, на счету которого было несколько церковных поджогов и нападений на различных членов враждующих музыкальных групп. Так, например, был подожжён дом вокалиста группы Therion Кристофера Йонссона. Предположительно, этот поступок совершила 18-летняя девушка по имени Сууви Мариотта Пуурунен, которая с любовью поклонялась «графу», как она ласково называла Викернеса в соответствии с его тогдашним псевдонимом граф Гришнак, и считала его своим «лидером». Прежде чем развести огонь, она вырезала ножом слова «Граф был здесь и ещё вернётся» на двери дома. Там она также прикрепила подписанную обложку альбома Burzum. Поскольку один из жильцов дома вовремя заметил пожар, можно было предотвратить и худшее. 

Смешно, а не страшно. Варг послал девчонку делать за него его работу. Кого он в следующий раз натравит — свою собачку? — Йонсон в интервью для журнала Kerrang!
 Также Викернес публично хвастался в бергенской ежедневной газете Bergens Tidende преступлениями, которые совершили он и другие члены «Черного круга». Тем самым он надеялся на то, что сможет продвинуть второй альбом. В январе 1993 года его впервые арестовали. Викернесу предъявили обвинение в нескольких покушениях и совершённых поджогах церквей. Из-за отсутствия доказательств после он был освобожден в марте 1993 года.
В марте 1993 года был выпущен EP Aske (с норв. — «Пепел»), опубликованный в один день с композицией «A Lost Forgotten Sad Spirit». На обложке EP есть фотография руин деревянной церкви в Фантофте, которая полностью сгорела во время пожара 6 июня 1992 года. К EP прилагалась зажигалка, на которой была изображена эта обложка.
Во время своего заключения ситуация между Евронимусом и Викернесом обострилась; Викернес утверждал, что Ошет лишил его роялти за первый альбом и EP и не выплатил долги своей матери. Утром 10 августа 1993 года Ошет был убит Викернесом. Впоследствии последний был приговорён к 21 году лишения свободы — максимальному наказанию в Норвегии. Ему было поручено не только убийство Евронимуса, но и поджог трёх церквей, попытка поджога ещё одной церкви, а также хранение оружия и взрывчатых веществ. Викернес так и не был осуждён в поджоге церкви в Фантофте, руины которого были запечатлены на обложке EP Aske.

## Список композиций
Вся музыка и тексты песен написаны Варгом Викернесом, кроме композиции «Ea, Lord of the Deeps», слова которой были взяты из «Некрономикона».

### Оригинальное издание
| №  | Название                                                                                 | Длительность |
| -- | ---------------------------------------------------------------------------------------- | ------------ |
| 1. | «Feeble Screams from Forests Unknown» («Слабые крики из неведомых лесов»)                | 7:28         |
| 2. | «Ea, Lord of the Depths» («Эа, повелитель глубин»)                                       | 4:52         |
| 3. | «Black Spell of Destruction» («Чёрное заклятие разрушения»)                              | 5:39         |
| 4. | «Channelling the Power of Souls into a New God» («Направляя энергию души в нового бога») | 3:27         |

| №                   | Название                                                          | Длительность |
| ------------------- | ----------------------------------------------------------------- | ------------ |
| 5.                  | «War» («Война»)                                                   | 2:50         |
| 6.                  | «The Crying Orc» («Плачущий орк»)                                 | 0:58         |
| 7.                  | «A Lost Forgotten Sad Spirit» («Потерянный забытый грустный дух») | 9:11         |
| 8.                  | «My Journey to the Stars» («Моё путешествие к звёздам»)           | 8:10         |
| 9.                  | «Dungeons of Darkness» («Подземелья тьмы»)                        | 4:50         |
| Общая длительность: | Общая длительность:                                               | 46:07        |

### Burzum/Aske
| №                   | Название                                        | Длительность |
| ------------------- | ----------------------------------------------- | ------------ |
| 1.                  | «Feeble Screams from Forests Unknown»           | 7:28         |
| 2.                  | «Ea, Lord of the Depths»                        | 4:52         |
| 3.                  | «Spell of Destruction»                          | 5:39         |
| 4.                  | «Channelling the Power of Souls into a New God» | 3:27         |
| 5.                  | «War»                                           | 2:50         |
| 6.                  | «The Crying Orc»                                | 0:58         |
| 7.                  | «My Journey to the Stars»                       | 8:10         |
| 8.                  | «Dungeons of Darkness»                          | 4:50         |
| 9.                  | «Stemmen Fra Taarnet»                           | 6:08         |
| 10.                 | «Dominus Sathanas»                              | 3:04         |
| 11.                 | «A Lost Forgotten Sad Spirit»                   | 10:52        |
| Общая длительность: | Общая длительность:                             | 58:06        |

## Участники записи
Burzum
- Граф Гришнак — вокал, гитара, бас-гитара, синтезатор, барабаны, продюсер

Производственный персонал
- Эйрик «Пюттен» Хундвин — продюсер, звукорежиссёр, мастеринг
- Евронимус — соло-гитара (в песне «War»), гонг (в песне «Dungeons of Darkness»), сопродюсер